# 1900年のサッカー
1900年のサッカー（1900ねんのサッカー）では、1900年（明治33年）における、日本および諸外国のサッカー事情をまとめる。

## できごと

### 1月
28日
- ドイツサッカー連盟がライプツィヒで設立される。

### 4月
21日
- 第29回FAカップの決勝戦、ベリーFCがサウサンプトンFCを4-0で下し、初優勝を果たす。

### 10月
- パリオリンピックにおいて、サッカー競技がオリンピックで初めて実施され、イギリス代表が金メダルを獲得する。

## 設立団体

### 協会
- ドイツサッカー連盟
- マルタサッカー協会
- ウルグアイサッカー協会

### リーグ
- ウルグアイ・リーグ - プロ化は1932年

### クラブ
- SSラツィオ、FCメッシーナ、USチッタ・ディ・パレルモ（1898年創立とも言われる）
- バイエルン・ミュンヘン、ボルシア・メンヒェングラートバッハ、1.FCカイザースラウテルン、1.FCニュルンベルク
- アヤックス・アムステルダム、NECナイメヘン
- RCDエスパニョール
- AAポンチ・プレッタ

## 国内リーグ戦優勝クラブ
- アルゼンチン : イングリッシュ・ハイスクール
- ベルギー : RCブリュッセル
- イングランド : アストン・ヴィラ
- フランス : ル・アーヴル
- アイルランド : ベルファスト・セルティック
- イタリア : ジェノア

- オランダ : HVVデン・ハーグ
- スコットランド : レンジャーズ
- スウェーデン : AIK
- スイス : グラスホッパー・チューリッヒ
- ウルグアイ : CURCC

## ナショナルチームによる国際大会
- ブリティッシュ・ホーム・チャンピオンシップ

優勝  スコットランド
- パリオリンピックサッカー競技
  1.  イギリス
  2.  フランス
  3.  ベルギー

## 誕生
- 3月30日 -  サントス・ウルディナラン
- 5月20日 -  ロレンソ・フェルナンデス
- 6月 -  チョウ・ディン
- 9月1日 -  ペドロ・セア